# 戦場の小さな天使たち
『戦場の小さな天使たち』（原題: Hope and Glory）は、ジョン・ブアマン監督による1987年公開のイギリス、アメリカ映画。邦題は『戦場の…』となっているが、戦場ではなく、第二次世界大戦中のドイツ軍によるロンドン空襲を題材に、近郊の町に生きる市井の人々を、子供の視点から描くファンタスティックなヒューマン・コメディである。
アカデミー賞のうちアカデミー美術賞、アカデミー撮影賞、アカデミー監督賞、アカデミー作品賞、アカデミー脚本賞の各賞にノミネートされた。東京国際映画祭では最優秀芸術貢献賞を受賞。

## あらすじ
1939年のイギリス。第二次世界大戦が勃発し、ロンドン近郊の美しい町にも空襲の危機が迫っていた。ローハン家では、父のクライヴが自ら勇んで出征を志願し、三人の子供のうち７才のビリーと妹のスーは集団疎開することになった。しかし、子供たちと別れがたい母親のグレースは、汽車に乗り込む寸前の兄妹を家に連れ帰ってしまった。
疎開できなくてもビリーは平ちゃらだ。わんぱくな少年たちにとって、ドイツ軍による夜間空爆は炎と轟音の一大スペクタクルなのだった。瓦礫と化した家々は格好の遊び場である。子供の遊びは大人の世界を投影して時に残酷なものだが、ビリーは近所の悪童たちと共に戦時下でもたくましく、楽しい日々を過ごしていた。
ビリーの姉で年頃のドーンは、カナダ兵のブルースと逢引きを続けていた。母であるグレースは、こっそり外出しようとするドーンを最後まで引き止め続けることが出来なかった。明日は空襲で死ぬかもしれないという虚無感は、グレース自身の心にも、初恋の人への未練を呼び覚ましていたのだ。
翌年の夏、ローハン家は、空襲ではなく普通の火事で焼け落ちてしまった。ピクニックに出ていて助かった一家は、母方の祖父の家に身を寄せることになった。自然あふれる田園の川辺に建つ祖父の家で、ドーンは可愛い男の子を出産した。小学校の校舎は空襲で全壊して、生徒たちは思わず快哉を叫ぶ。こうしてビリーの楽しい「夏休み」は続くのだった。

## キャスト
- クライヴ・ローハン: デイヴィッド・ヘイマン
- グレース・ローハン: サラ・マイルズ
- ドーン・ローハン: サミ・デイヴィス
- ビル(ビリー)・ローハン: セバスチャン・ライス・エドワーズ
- スー・ローハン: ジェラルディン・ミュア
- ブルース: ジーン=マーク・バー
- マック: デリック・オコナー
- モリー: スーザン・ウォルドリッジ
- ジョージおじいちゃん: イアン・バネン
- おばあちゃん: アン・レオン

## 撮影
監督であるジョン・ブアマンの家族が住んでいたテムズ川の島であるファラオズ・アイランドなどを舞台にしている。